# Thompson (Connecticut)
Thompson ist eine Stadt im Windham County im US-Bundesstaat Connecticut, Vereinigte Staaten, mit 9.300 Einwohnern (Stand: 2004). Die geographischen Koordinaten sind: 41,96° Nord, 71,87° West. Das Stadtgebiet hat eine Größe von 126,0 km².

## Söhne und Töchter
- George Whitefield Davis (1839–1918), Offizier
- Simon Larned (1753–1817), Politiker
- James Brown Mason (1775–1819), Politiker
- Ithiel Town (1784–1844), Architekt und Bauingenieur